# Sinistra Verde - Partito del Lavoro
Sinistra Verde-Partito del Lavoro (in olandese GroenLinks-Partij van de Arbeid, GL/PvdA), anche noto come Partito del Lavoro-Sinistra Verde (in olandese Partij van de Arbeid-GroenLinks, PvdA/GL) o ancora Sinistra Verde-Laburisti, è una coalizione politica olandese di orientamento socialdemocratico-ecologista fondato nel 2023 e posta a capo di Frans Timmermans, ex-Vicepresidente esecutivo della Commissione europea per il Green Deal europeo.

## Storia
Dopo la caduta del governo Rutte IV e la convocazione di elezioni anticipate, il 27 ottobre 2023 i leader dei due partiti si accordarono per partecipare insieme alle elezioni, scegliendo come candidato l’ex-Vicepresidente della Commissione europea Frans Timmermans.

## Ideologia e posizioni
Il partito si definisce di matrice socialdemocratica ecologista e filo-repubblicana, ed è favorevole ad un'ulteriore integrazione europea, essendo europeista.